# Zofia (opatka w Gandersheim i Essen)
Zofia (ur. lato/jesień 975, zm. 30 stycznia 1039 r. w Gandersheim) – od 1002 r. opatka w Gandersheim i od 1011 r. opatka w Essen.

## Życiorys
Zofia była córką cesarza Ottona II i jego żony Teofano. Z dokumentu Ottona II z 979 r. dowiadujemy się, że z inicjatywy matki została oddana na wychowanie do opactwa w Gandersheim, którego przełożoną była Gerberga, siostra Henryka II Kłótnika.
W 987 r. Zofia została zakonnicą. W czasie jej obłóczyny wybuchł konflikt kompetencyjny pomiędzy biskupem Hildesheim Osdagiem i biskupem Moguncji i kanclerzem Rzeszy Willigisem. Obaj rościli sobie prawa do zwierzchnictwa nad Gandersheim. Zofia odmówiła przyjęcia welonu z rąk Osdaga, który upierał się przy swoim prawie i demonstracyjnie nakazał ustawić swój tron biskupi koło ołtarza. Spór toczył się w obecności cesarzowej Teofano, Ottona III i dworu. W końcu Odag został dopuszczony do udziału w uroczystości. Spór o zwierzchnictwo nad Gandersheim trwał przez kolejne lata i osiągnął kulminację w 997 r. gdy dwór cesarski upomniał biskupa Willigisa.
Zofia do 997 r. wspierała brata Ottona III, który nadał jej liczne dobra, a w jednym z dokumentów określił jako dilectissima soror. Później jednak przestała pojawiać się w otoczeniu władcy. Zofię opisywano jako chciwą, przekupną, dumną i pyszną. Opis ten pochodzi z niechętnych jej źródeł powstałych z Hildesheim. Jednak jej późniejsza skromna aktywność w sprawach opactwa w Essen pozwala przypuszczać, że wymienione cechy charakteru są prawdziwe.
W 1002 r. Zofia została opatką w Gandersheim, co zapewne było już zaplanowane w momencie oddania jej do klasztoru. W 1001 r. została opatką w Essen. Pierwotnie ten urząd miała objąć Matylda Saksońska, ale z przyczyn politycznych została wydana za mąż. Zofia rządziła obu opactwami do śmierci. Została pochowana w kościele klasztornym w Gandersheim.

## Zofia jako opatka w Essen
Źródła niewiele mówią o działalności Zofii w Essen. Jej rządy są uważane za okres zastoju. Fundacje artystyczne są wiązane z jej poprzedniczką Matyldą lub następczynią Teofano. Wiadomo jedynie, że Zofia zwołała w 1029 r. synod regionalny, który z udziałem arcybiskupa Kolonii, biskupów Münster i Paderborn uporządkował okręg dziesięcinny opactwa w Essen. Nadała także opactwo przywileje. Nowsze badania przypisują jej fundację krzyża z dużymi płytami emalii. Według obecnych ustaleń powstał on ok. 1000 r. w południowoniemieckim warsztacie. Ze względu na datę powstania jego fundatorką mogła być tylko Zofia. Być może za brak informacji o działaniach Zofii jest odpowiedzialna jej następczyni Teofano, która pochodziła z przeciwnego obozu politycznego.